# MacTutor History of Mathematics archive
 MacTutor History of Mathematics archive este o pagină Website a universității „University of St Andrews” din Scoția care a fost de mai multe ori premiată. Autorii și ințiatorii ei sunt matematicienii John J. O'Connor și Edmund F. Robertson. Pagina cuprinde un mare număr de bografii a unor istorici sau matematicieni mai importați sau dferite teme istorice din matematică.